# Michael Rosenbaum
Pour les articles homonymes, voir Rosenbaum.
Michael Rosenbaum, est un acteur, réalisateur et producteur américain, né le 11 juillet 1972 à Oceanside, dans l'État de New York.
Il accède à la notoriété internationale par le rôle de Lex Luthor dans la série télévisée fantastique  retraçant la jeunesse de Superman, Smallville (2001-2008).

## Biographie

### Jeunesse et formation
Michael Rosenbaum est né à Oceanside, dans l'État de New York au sein d'une famille américaine et fut élevé dans l'Indiana. C'est très tôt (au lycée) qu'il découvre sa passion pour la comédie. À l'université, il continue le théâtre, et joue dans la pièce Bachelor of Arts.
Après ses études il s'installe à New York, et se fait remarquer avec son sketch : Amsterdam kids dans le Conan O'Brien Show. Il obtient aussi quelques rôles dans des pièces Off-Broadway. 

### Débuts,Smallvilleet révélation
Ce sont ses rôles dans le drame Minuit dans le jardin du bien et du mal de Clint Eastwood en 1997 et l'année d'après dans le film d'horreur Urban Legend qui le lancèrent réellement. Le premier est une adaptation cinématographique du roman du même nom de John Berendt, dont l'intrigue se base sur des faits réels s'étant passés à Savannah en Géorgie en 1980. Le second est le premier film de la trilogie Urban Legend.
Mais c'est grâce à la télévision qu'il sort vraiment de l'anonymat, il partage la vedette, aux côtés de Selma Blair, de la sitcom Zoé, Duncan, Jack et Jane, puis, il se rase la tête afin de se glisser dans la peau de l'antagoniste principal de Superman, Lex Luthor dans la série fantastique Smallville qui est centrée sur la jeunesse du super-héros et de ses relations avec son futur ennemi. 
Le programme connait un succès commercial mondial important, considéré comme un véritable phénomène, il met également en lumière les acteurs Tom Welling et Kristin Kreuk. Le show est nommé à de prestigieuses cérémonies de récompenses comme les Saturn Awards et il est plébiscité par les adolescents lors des Teen Choice Awards. 
Cependant, en dépit du large succès rencontré par la série, l'acteur quitte la distribution principale à l'issue de la saison 7. Il acceptera de revenir seulement pour l'épisode final, un retour qui fut très attendu et demandé par les fans,,,,,.

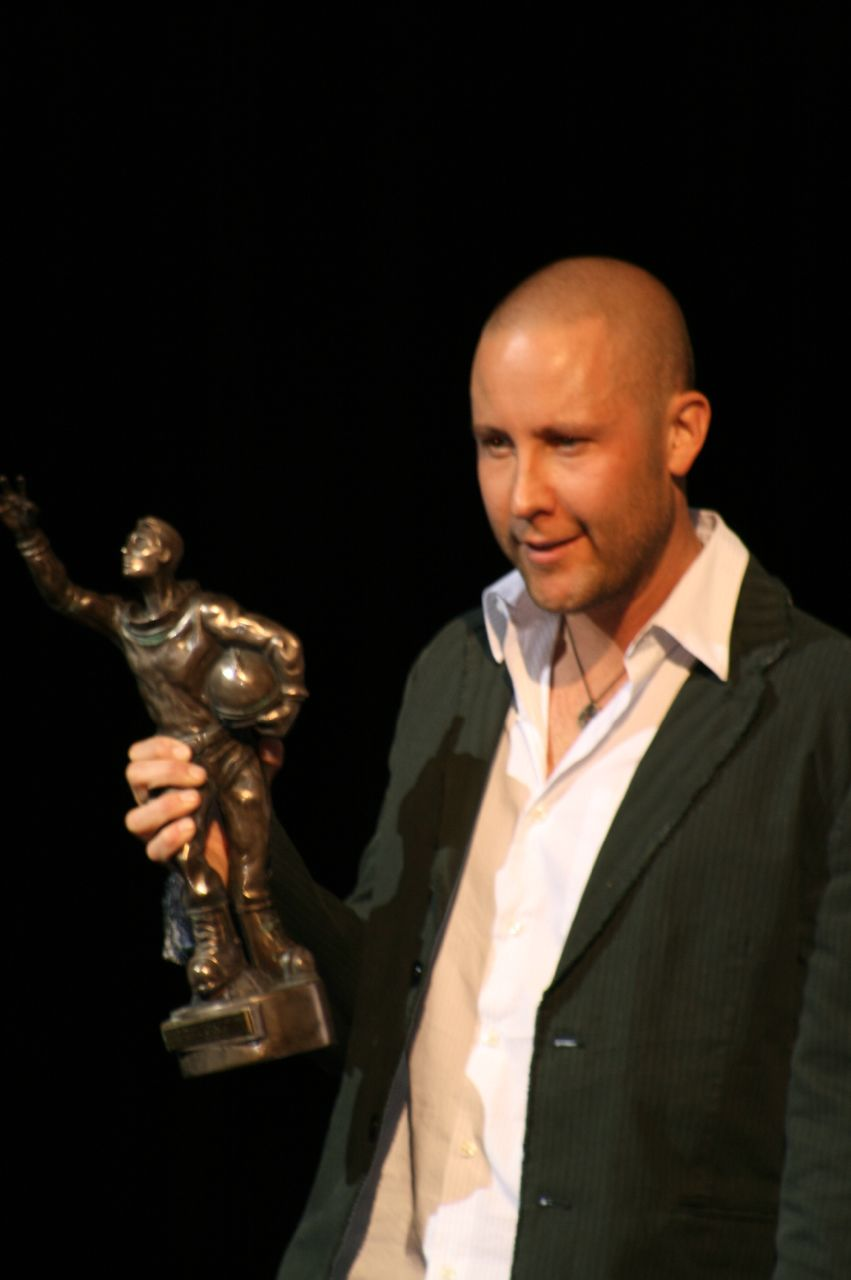
Lors du Festival Jules Verne Aventures, en avril 2007.

Parallèlement à cet engagement, l'acteur prête sa voix pour de nombreuses séries d'animations comme Batman, la relève, Le Projet Zeta, Static Choc mais encore La Ligue des justiciers pour le personnage emblématique Flash ainsi que la série Jackie Chan qui met l'acteur Jackie Chan dans la peau d'un archéologue. 
Au cinéma, il se contente de rôles secondaires comme dans Sweet November, un film romantique portée par Keanu Reeves et Charlize Theron, remake du film homonyme de 1968 mais aussi Bronx à Bel Air menée par Steve Martin et Queen Latifah. Lorsque ses premiers rôles passent inaperçus, comme une adaptation moderne de Roméo et Juliette version thriller dramatique pour Rave Macbeth avec Nicki Aycox et Kirk Baltz. 
En 2002, la comédie potache Sorority Boys dans laquelle il occupe l'un des premiers rôles aux côtés de Barry Watson et Harland Williams ne fonctionne pas. Même chose pour le drame sportif Poolhall Junkies avec Chazz Palminteri, Rod Steiger et Rick Schroder, un échec cuisant. En 2005, il fait un caméo dans le film d'horreur Cursed de Wes Craven.

### Passage au second plan

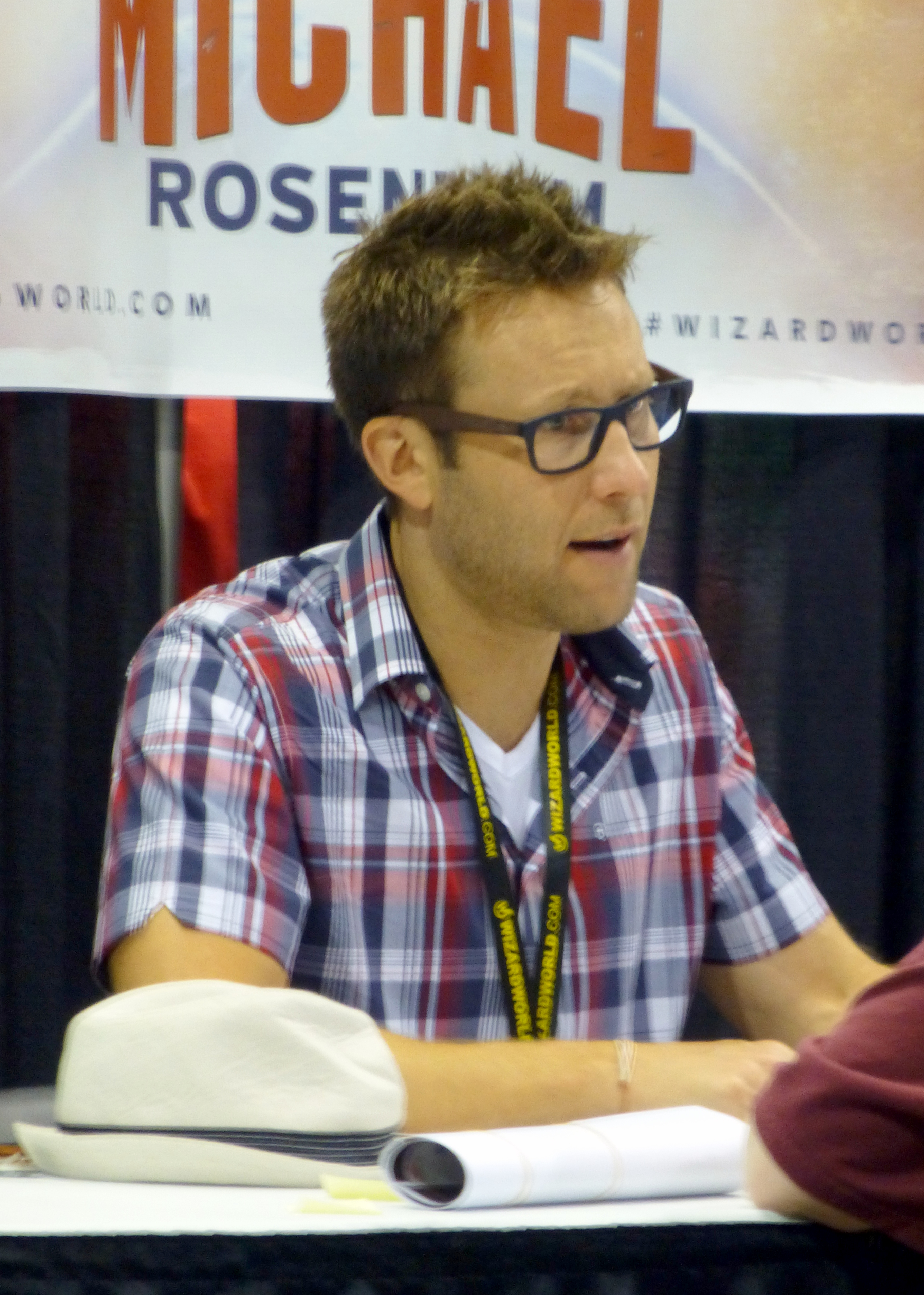
En 2013, lors d'une convention de fans.

En 2010, il crée une série comique pour le réseau Syfy, Saved By Zeroes, mais le projet ne dépassera pas le stade de pilote. Il devait y tenir la vedette aux côtés de Jonathan Silverman. Puis, l'acteur passe des essais pour être la voix de Charlie dans la série Charlie's Angels, mais cela n'aboutit pas non plus.  
Il est alors un rôle secondaire de la comédie dramatique Father of Invention portée par la prestation de Kevin Spacey mais aussi du film d'action Sans compromis avec Bruce Willis, Malin Åkerman et Forest Whitaker en tête d'affiche.   
Entre 2011 et 2012, alors qu'il est supposé apparaître seulement dans le premier épisode, l'acteur apparaît finalement de manière récurrente dans la série de la FOX, Breaking In,,.  
En parallèle, il fait quelques apparitions au cinéma, jouant essentiellement dans des productions indépendantes. Comme en 2014, lorsqu'il réalise son premier film, la comédie Back in the Day, dans laquelle il s'octroie le premier rôle aux côtés de Morena Baccarin.  

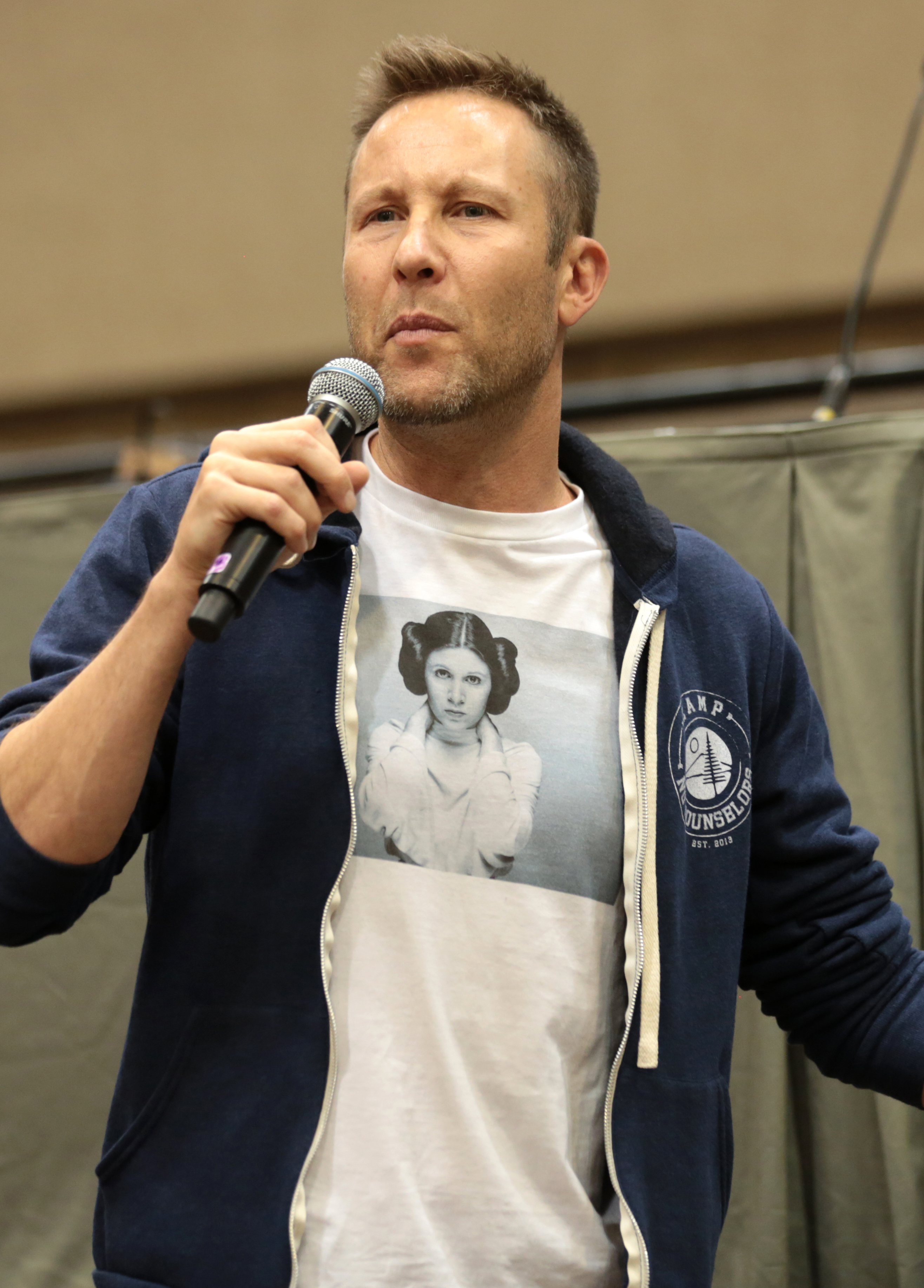
En 2017, lors de la convention Phoenix Comicon, en Arizona.

Il fait ensuite son retour à la télévision, en tête d'affiche, avec la sitcom Impastor, en 2015. Cette série suit l'histoire d'un homme qui change d'identité et prend celle d'un pasteur gay qui meurt par accident sous ses yeux. La série est rapidement renouvelée mais dès l'année suivante, elle est annulée après la deuxième saison à la suite d'une érosion des audiences. 
En 2017, il est l'acolyte de Sylvester Stallone dans le blockbuster à succès Les Gardiens de la Galaxie Vol. 2. 
En 2018, il participe à la convention Paris Manga & Sci-FI Show aux côtés de Tom Welling,. 
En 2019, il dément rejoindre l'attendu crossover de l'Arrowverse, Crisis on Infinite Earths,. La même année, il doit refuser un rôle dans The Suicide Squad de James Gunn à la suite d'une opération du cou. 
En 2020, il annonce être atteint d'un cancer de la peau.

## Filmographie

### Cinéma

#### Longs métrages
- 1997 : Minuit dans le jardin du bien et du mal (Midnight in the Garden of Good and Evil) de Clint Eastwood : George Tucker
- 1998 : Urban Legend de Jamie Blanks : Parker Riley
- 2001 : Sweet November de Pat O'Connor : Brandon / Brandy
- 2001 : Rave Macbeth de Klaus Knoesel : Marcus
- 2002 : Sorority Boys de Wallace Wolodarsky : Adam / Adina
- 2002 : Poolhall Junkies de Mars Callahan : Danny Doyle
- 2003 : Bronx à Bel Air (Bringing Down the House) d'Adam Shankman : Todd Gendler
- 2004 : Cursed de Wes Craven : Kyle (non crédité)
- 2007 : Kickin' It Old School de Harvey Glazer : Kip
- 2010 : Father of Invention de Trent Cooper : Eddie
- 2010 : Fudgy Wudgy Fudge Face de Harland Williams : Carly Carl
- 2010 : Brother's Justice de David Palmer[Lequel ?] et Dax Shepard : Dwayne Sage
- 2011 : Sans compromis de Aaron Harvey : Brandon
- 2012 : Hit and Run de Dax Shepard et David Palmer : Gil
- 2014 : Back in the Day de lui-même : Jim Owens (également producteur exécutif et scénariste)
- 2017 : Les Gardiens de la Galaxie Vol. 2 de James Gunn : Martinex T'Naga
- 2018 : The Neighbor de Aaron Harvey : Scott
- 2023 : Les Gardiens de la Galaxie Vol. 3 de James Gunn : Martinex T'Naga
- 2024 : Tom Wilson: Humbly Super Famous de Thomas F. Wilson : Lui-même (film documentaire)

#### Courts métrages
- 2003 : Special de Ken Daurio et Cinco Paul : Fred Molinski
- 2011 : Ghild de David Yarovesky : Brauly Gullivan (également producteur et scénariste)
- 2015 : Nightwing and Robin produit par James Tucker : Scarecrow / Jonathan Crane (voix originale)

#### Films d'animation
- 2000 : Batman, la relève : Le Retour du Joker de Curt Geda : Stewart Carter Winthrop III / Ghoul
- 2005 : Zig Zag, l'étalon zébré (Racing Stripes) de Frederik Du Chau : Ruffshodd
- 2008 : Dragonlance: Dragons of Automn Twilight de Will Meugniot : Tanthalas 'Tanis' Half-Even
- 2012 : La Ligue des justiciers : Échec de Lauren Montgomery : Barry Allen / Flash
- 2015 : La Ligue des justiciers : Le Trône de l'Atlantide de Ethan Spaulding : Drift Leader
- 2020 : The Phantom Stranger de Bruce Timm : Seth

### Télévision

#### Séries télévisées
- 1999 - 2000 : Zoé, Duncan, Jack et Jane : Jack Cooper (26 épisodes)
- 2001 - 2011 : Smallville : Lex Luthor (154 épisodes)
- 2005 : Philadelphia : Colin (1 épisode)
- 2008 : PG Porn : Charlie Brown (2 épisodes)
- 2011 : Pretend Time : Steen Airies (1 épisode)
- 2011 - 2012 : Breaking in : Dutch (8 épisodes)
- 2015 - 2016 : Impastor : Buddy Dobbs (20 épisodes)
- 2017 : Hunted : Le narrateur (7 épisodes)
- 2017 : Typical Rick : Mark (1 épisode)

#### Séries d'animation
- 1999 : Rocket Power : L'annonceur sportif (voix, 1 épisode)
- 1999 - 2001 : Batman, la relève (Batman Beyond) : Wendell / Carl / Ollie / Agent West (voix, 6 épisodes)
- 2000 : La Famille Delajungle (The Wild Thornberrys) : Tom Ravenhearst (voix, 1 épisode)
- 2000 - 2003 et 2004 : Static Choc : Trapper / Speedtrap (voix, 5 épisodes)
- 2001 - 2002 : Le Projet Zeta : Agent West (13 épisodes)
- 2001 - 2006 : La Ligue des justiciers (Justice League) : Wally West / The Flash / Dr. Polaris / Lord Flash (voix, 55 épisodes)
- 2004 - 2005 : Jackie Chan (Jackie Chan Adventures) : Drago (voix, 11 épisodes)
- 2005 - 2006 : Les Jeunes Titans : Kid Flash (voix, 2 épisodes)
- 2009 : Batman : L'Alliance des héros : Deadman / Triad Boss (voix, 1 épisode)
- 2019 : Robot Chicken : Westley (voix - saison 10, épisode 10)

### Clip vidéo
- 2015 : All Night de R5

### Jeux vidéo
- 2003 : Gladius : Valens (voix originale)
- 2005 : Ryû ga gotoku : Akira Nishikiyama (voix originale)
- 2008 : Dark Sector : Hayden Tenno (voix originale)
- 2012 : Lollipop Chainsaw : Nick (voix originale)
- 2015 : Infinite Crisis : The Flash (voix originale)
- 2015 : Batman: Arkham Knight : Johnny Charisma (voix originale)
- 2018 : Lego DC Super-Vilains : The Flash (voix originale)

### En tant que réalisateur
- 2007 : Saison 6 de Smallville (1 épisode)
- 2012 : Fade Into You (court métrage - également producteur exécutif et scénariste)
- 2014 : Back in the Day (long métrage - également producteur exécutif et scénariste)

### En tant que producteur
- 2015 - 2016 : Impastor (série télévisée, 20 épisodes - producteur exécutif)
- 2016 : Patient Seven de film collectif (long métrage - producteur du segment : The Visitant de Nicholas Peterson)

## Distinctions
Sauf indication contraire ou complémentaire, les informations mentionnées dans cette section proviennent de la base de données IMDb.

### Récompenses
- Saturn Awards 2003 : meilleur acteur de télévision dans un second rôle pour Smallville
- SFX Awards 2003 : meilleure révélation masculine pour Smallville

### Nominations
- Saturn Awards 2002 : Prix Cinescape Genre Face of the Future Award
- Teen Choice Awards 2002 : meilleur méchant dans une série télévisée pour Smallville
- Saturn Awards 2003 : meilleur acteur de télévision dans un second rôle pour Smallville
- Teen Choice Awards 2003 : meilleur méchant dans une série télévisée pour Smallville
- Satellite Awards 2004 : meilleur acteur dans un second rôle dans une série télévisée dramatique pour Smallville
- Saturn Awards 2004 : meilleur acteur de télévision dans un second rôle pour Smallville
- Saturn Awards 2005 : meilleur acteur de télévision dans un second rôle pour Smallville
- Saturn Awards 2006 : meilleur acteur de télévision dans un second rôle pour Smallville
- Teen Choice Awards 2007 : meilleur méchant pour Smallville
- Teen Choice Awards 2008 : meilleur méchant pour Smallville
- Teen Choice Awards 2009 : meilleur méchant pour Smallville

## Voix francophones
En version française, Michael Rosenbaum est notamment doublé par Damien Ferrette depuis la série Smallville. Ce dernier le retrouve dans Sans compromis et Hit and Run. 
Michael Rosenbaum est également doublé à titre exceptionnel par Adrien Antoine dans Urban Legend, Mathias Kozlowski dans Minuit dans le jardin du bien et du mal, Emmanuel Garijo dans Zoé, Duncan, Jack et Jane et François Huin dans Sweet November. 
En version québécoise, Michael Rosenbaum est doublé par Jean-François Beaupré dans Remue-ménage et Arnaque 44., ainsi qu'à titre exceptionnel par Antoine Durand dans Maléfice, Martin Watier dans Accros du Rétro et par Renaud Paradis dans Les Requins du Billard.